# Vranje Selo
Vranje Selo ist ein Dorf in der  Gespanschaft Istrien, Kroatien und gehört zur Gemeinde Vižinada (italienisch Visinada).
Das Dorf befindet sich etwa 2 km nordwestlich von Vižinada. Haupterwerbszweig der Bevölkerung ist neben Gemüse-, Wein- und Olivenanbau der Tourismus.